# اچ‌ام‌سی‌اس باکلان (ای‌اس‌ال ۲۰)
اچ‌ام‌سی‌اس باکلان (ای‌اس‌ال ۲۰) (به انگلیسی: HMCS Cormorant (ASL 20)) یک کشتی است. این کشتی در سال ۱۹۶۵ ساخته شد.